# Karel IV. Luksemburški
Karel IV., rimsko-nemški in češki kralj, cesar Svetega rimskega cesarstva, * 14. maj 1316, Praga, † 29. november 1378, Praga.
Karel je bil eden od najbolje izobraženih in diplomatsko spretnih vladarjev svojega časa. Več je dosegel z diplomacijo kot z vojno. Srednji Evropi je zagotovil obdobje miru. Pod njegovim vladanjem je postala Praga politični, ekonomski in kulturni center Svetega rimskega cesarstva.
Izkazal se je že petnajstleten, ko je nadomeščal očeta na osvojenih ozemljih v severni Italiji in potem kot upravitelj na Češkem. Izkoristil je spor med tedanjim kraljem-cesarjem Ludvikom IV. Wittelsbaškim in papežem ter s pomočjo papeža in starega strica Balduina (brata cesarja Henrika VII.) dosegel, da ga je del nemških volilnih knezov izvolil za nemškega protikralja. S smrtjo očeta in kmalu nato tudi aktualnega cesarja je postal češki in rimsko-nemški kralj. Kot češki kralj je uredil upravljanje države, spodbudil velike gradnje v Pragi in jo napravil za politični, ekonomski in kulturni center in končno tudi za prestolnico Svetega rimskega cesarstva. Kot cesar je izdal temeljni zakon cesarstva (Zlato bulo), ki je odtlej brez vmešavanja papeža urejal volitve rimsko-nemškega kralja. Dvakrat je potoval v Rim, kjer se je pustil kronati za cesarja Svetega rimskega cesarstva, vendar trajnega vpliva cesarstva v Italiji ni mogel uveljaviti. Spore v cesarstvu je urejal z osebno prisotnostjo, s karizmo in ugledom cesarskega položaja. Svoji dinastiji, ki jo je osvobodil odvisnosti od pariškega dvora, je pridobil Spodnjo Lužico in mejno grofijo Brandenburg. Za časa svojega življenja je dosegel kronanje sina Vaclava za rimsko-nemškega kralja. Napisal je avtobiografijo.

## Mladost
Karel je bil sin luksemburškega grofa Ivana, ki so si ga Čehi po uboju kralja Vaclava III. izbrali za kralja, in Elizabete, hčerke češkega kralja Vaclava II. iz rodu Přemyslidov. Po češkem deželnem zavetniku so ga krstili za Vaclava. Ko je bil star tri leta, ga je oče, ki je bil v sporu z ženo, na silo odvzel iz materine oskrbe. Nekaj časa je bil v varstvu barona Viljema Zajíc Vladeka, spomladi 1323 pa je s teto Marijo, ki se je poročila s francoskim kraljem Karlom IV., prišel v vzgojo na pariški dvor, kjer so pred njim vzgajali že njegovega deda Henrika VII. in očeta Ivana. Pri birmi je prevzel ime svojega kraljevega botra, Karel, do katerega je čutil globoko spoštovanje. Poročili so ga z Blanko iz rodbine Valoijskih, nečakinjo francoskega kralja Filipa IV. in polsestro kasnejšega kralja Filipa VI. Deležen je bil temeljite vzgoje. Dokončal je študij na pariški univerzi. Velik vpliv nanj je imel tudi opat v Fécampu, Pierre Roger, kasnejši papež Klemen VI. Karla je utrdil v njegovi globoki religioznosti, mu posredoval občutek izbranosti, legitimnosti monarhove oblasti in predstavo o monarhovih nalogah in dolžnostih. Karel je napisal avtobiografijo, v kateri je na štiridesetih straneh popisal svoja otroška in mladeniška leta (do kronanja 1346), iz katere je razvidno, da do očeta ni imel nobenih čustvenih vezi.

## Odgovorne naloga v času očetovega vladanja
Petnajstletni Karel je moral leta 1331 v severni Italiji nadomeščati očeta (ko se je ta pogajal s cesarjem Ludvikom IV. na donavskem otoku pri Regensburgu). Kljub neizkušenosti je v težkih okoliščinah uspel obdržati osvojena ozemlja in bil po zmagi v bitki pri San Felice blizu Modene (25. avgusta 1332)  povzdignjen v viteza.
Oktobra 1333 se je na izrecno željo čeških baronov, ki niso bili zadovoljni z načinom vladanja njegovega očeta, vrnil v rodno deželo. Oče mu je podelil naziv mejnega grofa Moravske in ga imenoval za upravnika Češke. Tedaj je že obvladal francoščino, latinščino, nemščino in italijanščino, češčine pa se je moral na novo naučiti; kmalu jo je govoril "kot vsak drug Čeh". Njegovo prizadevanje, da bi obnovil tradicijo vladavine Přemyslidov, mu je prineslo široko priznanje in izboljšalo odnos Čehov do luksemburške dinastije. Osredotočil se je na obnovo upravljanja, pravne varnosti, saniranje financ in povrnitev zastavljenih kronskih posesti. Pri tem je bil tako uspešen, da se je oče zbal za svoj položaj in ga julija 1335 odstavil.
Po smrti koroškega vojvode Henrika (1335) je Karel nekaj časa pomagal svojemu mlajšemu bratu Ivanu Henriku (ki je bil poročen s Henrikovo hčerko Margareto, dedinjo Tirolske) upravljati Tirolsko.  Pozimi 1336/37 se je pridružil očetu na njegovem drugem vojaškem pohodu v Litvo.  Leta 1338, ob izbruhu stoletne vojne med Anglijo in Francijo, se je oče Ivan postavil na stran Francije in Karel se mu je pridružil.
Po premirju med Francozi in Angleži v Tournaiu (24. september 1340, stoletna vojna) je Ivan v pričakovanju odločilne bitke sestavil oporoko, v kateri je za svojega glavnega naslednika določil Karla in mu namenil Češko, Šlezijo in Zgornjo Lužico; Ivanu Henriku je namenil Moravsko in najmlajšemu Vaclavu Luksemburg in francoske fevde.
Februarja 1340 sta se nekdanji učenec Karel in njegov vzgojitelj Pierre Roger v Avignonu ponovno srečala in si medsebojno napovedala, da bo Pierre postal papež in Karel cesar.
Kralj Ivan je popolnoma oslepel in ponovno predal Češko Karlu v upravljanje. 8. junija 1341 so se Čehi v Pragi na zboru plemstva, prelatov in predstavnikov mest poklonili Karlu kot bodočemu vladarju, čeprav je ta še vedno nosil samo naslov mejnega grofa Moravske. Papež Benedikt XII. je pooblastil praškega škofa, da Karla in njegovo ženo Blanko krona za kralja in kraljico Češke, toda Karel je iz obzirnosti do slepega očeta to odklonil. Začel je utrjevati prijateljske in obrambne vezi s poljskim kraljem Kazimirjem III. in ogrskim kraljem Ludvikom I. (ki sta ga junija 1341 in februarja 1343 obiskala v Pragi)
Že leta 1338 je Karel začel tkati sorodstvene vezi z evropskimi dvori. Svojo triletno hčer Margareto je zaročil s precej starejšim ogrskim (takrat še) prestolonaslednikom Ludvikom.

## Lobiranje in izvolitev za nemškega protikralja
Takratni nemški kralj in cesar Svetega rimskega cesarstva Ludvik IV. iz rodu Wittelsbachov je bi v nenehnem sporu s papežem; Janez XXII. ga je izobčil in Benedikt XII. izobčenja ni odpravil. Cesarju so bili nenaklonjeni tudi Habsburžani, ki so že bili nekoč cesarji, in Luksemburžani, ki so menili, da jim je Wittelsbach po smrti Henrika VII. neupravičeno odvzel nasledstvo v cesarstvu. Tako so Luksemburžani in Habsburžani 15. decembra 1341 sklenili proti cesarju obrambno zvezo do končne zmage. Njihov načrt, da ustanovijo protikraljestvo s Karlom na čelu in potem Ludviku odvzamejo oblast, je podprl tudi novi papež Klemen VI. Temu cilju so bili namenjeni številni obiski očeta Ivana in sina Karla pri kuriji v Avignonu (v letih 1340, 1344 in 1346). Leta 1344 je Klemen VI. Karla imenoval za kandidata za protikralja in odobril ustanovitev nadškofije v Pragi; Češka je tako v cerkveni organiziranosti postala neodvisna od nadškofije v Mainzu;  prvi praški nadškof je leta 1344 postal Arnošt z Pardubic.
Po epizodi z udeležbo na tretjem Ivanovem pohodu v Litvo (1344/45), ki je pripeljal do številnih vojaških zapletov, Karla pa za nekaj časa celo v ujetništvo , je Karel sam prevzel pobudo pri lobiranju za protikralja. Povezal se je z vplivnim starim stricem Balduinom, bratom cesarja Henrika VII. in nadškofom v Trieru, s katerim Karel dotlej ni imel prijateljskih odnosov. Karel mu je obljubil, da bo dal nadškofiji v fevd velike dele luksemburških ozemelj (ki so bila namenjena njegovemu mlajšemu bratu Vaclavu). Prisilil je kralja Ivana in njegovo ženo Beatrice, da sta za 30.000 florintov zastavila nekaj svojih mest, s katerimi je potem Balduin podkupil kölnskega nadškofa Walrama (von Jülich). Balduin je zastavil ves svoj prestiž in obljubil podobne usluge tudi drugim renskim knezom. Aprila 1346 sta bila kralj Ivan in Karel ponovno v Avignonu pri papežu; papež je na tem sestanku sebi in svojim naslednikom utrl pravico, da smejo sodelovati pri odločanju o vseh tedanjih in bodočih sporih med Francijo in cesarstvom. 28. aprila je Klemen VI. razglasil mesto rimsko-nemškega kralja za nezasedeno in pozval volilne kneze k izvolitvi Karla za kralja. 20. maja je (proti volji stolnega kapitlja ravnokar imenovani) majnški nadškof Gerlach von Nassau pozval volilne kneze ne volitve v Rhens. 11. julija 1346 so se volitev udeležili majnški, kölnski in trierski nadškof, češki kralj in saški volilni knez. Brandenburški glas so razglasili za nezasedenega, pfalški volilni knez pa je bil odsoten. Volivci so soglasno za novega rimsko-nemškega kralja razglasili Karla. Kronanje je bilo predvideno za 26. avgust v Aachnu.

## Uveljavitev na položaju rimsko-nemškega kralja
Cesar Ludvik IV. Karlove izvolitve seveda ni priznal. Ravnokar je od svojih nizozemskih sorodnikov podedoval velika zemljišča (Hainaut, Holandijo, Zelandijo), ki so povečala njegove dohodke. Južno nemške pokrajine in cesarska mesta so bili v njegovem taboru. Pred kratkim si je pridobil Brandenburg in Tirolsko. Sklenil je zavezništvo s francoskim kraljem Filipom VI.
Nasprotno je Luksemburžanom grozila vojna. Angleški kralj Edvard III. se je 12. julija 1346 izkrcal v Normandiji. Luksemburžani, zvesti pogodbi iz leta 1332, so priskočili Francozom na pomoč. Slepi Ivan je prevzel poveljevanje francoske predhodnice. Pridružil se mu je tudi Karel s češkim kontingentom. 26. avgusta 1346 so Angleži pri Crécyju močno porazili številčno veliko močnejše Francoze. Med desetimi francoskimi knezi in osemdesetimi zastavonošami je padel tudi kralj Ivan. Laže ranjenega Karla je spremstvo rešilo iz boja.
V nasprotju z očetovo oporoko je Karel namesto mladoletnega brata Vaclava sam prevzel oblast v grofiji Luksemburg. Izpolnil je obljube, ki jih je dal Balduinu pred volitvami. Klemen VI. je 6. novembra 1346 slavnostno priznal Karla za rimskega kralja, kar pa ni spodbudilo večine državnih knezov, da bi mu sledili. Ker Aachen in Köln Karla nista hotela sprejeti, ga je 26. novembra na hitro v Bonnu okronal kölnski nadškof Walram.
Bolj slavnostno je bilo 2. septembra 1347 kronanje v Pragi za češkega kralja v cerkvi sv. Vida, ki so se ga vendarle udeležili številni posvetni in cerkveni knezi. Pred tem je Karel mestom in plemstvu podelil številne privilegije. Najel je že veliko vojsko za napad na Bavarsko, ko je izvedel, da je njegov nasprotnik, Ludvik IV., pri lovu na medveda 11. oktobra doživel srčni napad in umrl. Čeprav je trajalo še dve leti, da je obvladal vsa nasprotovanja in uveljavil svojo oblast, je bil odtlej še bolj prepričan, da je od boga izbran za vladarja.
Med sinovi Ludvika IV. ni bilo nobenega, ki bi ga hotel naslediti. Karlu se je na potovanju skozi Frankovsko in Švabsko poklonilo vse več knezov. Knezom in mestom je potrjeval stare privilegije in bil radodaren z novimi. Ko je prišel v Porenje, so njegovi nasprotniki (10. januarja 1348) za protikralja izvolili angleškega kralja Edvarda III., ki pa krone ni sprejel, pač pa je sprejel od Karla ponujeno pogodbo o zavezništvu. 26. maja 1348 je Karlu priznal vazalstvo tudi avstrijski vojvoda Albert II. Šele v začetku leta 1349 je vitez-najemnik, turingijski grof Günter von Schwarzburg izrazil pripravljenost, da prevzeme vlogo protikralja. Izvolili so ga knezi Pfalza, Brandenburga in Sachsen-Lauenburga.
Avgusta 1348 se je pred nadškofom Magdeburga pojavil star romar, ki se je izdajal za Waldemarja, sina mejnega grofa Waldemarja Brandenburškega Velikega, katerega grofijo je bil umrli cesar Ludvik IV., kljub protestom grofovega sorodstva, podelil v fevd svojemu sinu Ludviku V. Bavarskemu, Starejšemu. Karel IV. je izkoristil nezadovoljstvo z oblastjo Wittelsbachov in domnevnemu Waldemarju podelil v fevd mejno grofijo Brandenburg, potem ko se je ta v korist češke krone odrekel Spodnji Lužici. Pogodba (22. novembra 1348) s poljskim kraljem Kazimirjem III. je uredila razmere na češko poljski meji in potrdila češko oblast nad šlezijskimi vojvodstvi, ki so se kmalu nato tudi formalno pridružila češki kroni. Na obisku v Dresdnu je uspelo Karlu pridobiti na svojo stran tudi deželne grofe Turingije in mejne grofe Meißna. Po nekaj spopadih pri Mainzu, začetkom maja 1349, se je bolni Günther za 20.000 mark srebra odpovedal kraljevski časti in že 12. junija umrl.
Med tem pa je Karel s presenetljivim manevrom razrešil sebi v prid tudi spor z Wittelsbachi. 1. avgusta 1348 je umrla Karlova prva žena Blanka in Karel se je 4. marca 1349 na hitro poročil z dvajsetletno Ano, hčerko pfalškega grofa Rudolfa II., ki je bil brez sina in je zetu zapisal v pričakovanje Zgornji palatinat (Oberpfalz), ki je mejil na Češko. S tem ni zarezal le v enotnost Wittelsbachov, ampak tudi v njihovo pfalško vejo. Ludvik Starejši in njegovi bratje so spoznali, da je najpametneje pobotati se s Karlom. Ta se je pokazal velikodušnega in je grofijo Brandenburg ponovno dal v fevd Wittelsbachom (1350). Lažni Waldemar ni bil več potreben in je brezmočen čez šest let umrl.
Po tem uspehu se je dal Karel 17. junija 1349 ponovno izvoliti za rimsko-nemškega kralja; izvoljen je bil soglasno. Kronanje je bilo šest tednov kasneje; to pot ga je kronal stari stric Balduin v Aachnu. Karel se je počutil kot četrti naslednik Karla Velikega, zato Karel IV. (tudi kot češki kralj, čeprav bi tam moral biti I.)
Vsesplošno priznanje knezov in mest je Karel plačal z izredno velikodušnim podeljevanjem fevdov in koncesij, za kar je porabil še preostalo kronsko imetje in zastavil dolgoletne dohodke od cesarskih mest, skupaj v nepredstavljivi vrednosti 1,8 milijonov florintov.  Skoraj polovico od tega so dobili volilni knezi. Z varčnim gospodarjenjem v cesarstvu je potem do 1370-tih let mnoge fevde vrnil kroni, pri čemer iz Češke (zaradi obljub, ki jih je dal Čehom ob volitvah za češkega kralja) ni smel prelivati denarja.

## Kralj na Češkem
Karel je leta 1346, ustrezno očetovi oporoki, mlajšemu bratu Ivanu-Henriku (ki so ga Tirolci zaradi neprimernega vedenja izgnali) prepustil v upravljanje mejno grofijo Moravsko. Leta 1349 mu je dal grofijo v fevd pod pogojem, da se brat in njegovi nasledniki odpovejo pravici nasledstva na Češkem, dokler bo Karlova družina imela naslednike, in pod pogojem, da se škofija Olomuc in vojvodina Troppau neposredno podredita Češki.

### Graditev prestolnice v Pragi
Karel je ob ustanovitvi češko-moravske cerkvene pokrajine, ki je sledila ustanovitvi praške nadškofije (1344), na Hradčanih položil temeljni kamen za praško katedralo sv. Vida in ukazal gradnjo nove kraljeve palače ter s tem jasno pokazal, da bo tu bodoče upravno in duhovno središče kraljevine. Marca 1348 je ukazal gradnjo praškega Novega mesta, kjer je ustanovil tudi Emausov samostan. 7. aprila 1348 je ustanovil praško univerzo z oddelki za teologijo, filozofijo, pravo in medicino. En dan ježe iz Prage je dal zgraditi grad Karlštejn, namenjen hranjenju nemških in čeških kraljevih insignij in relikvij, ki jih je strastno zbiral. Reprezentativne zgradbe je do svoje smrti (1352) načrtoval arhitekt kralja Ivana, Matija iz Arrasa (Mathieu d'Arras), po njegovi smrti pa je delo nadaljeval Peter Parler, kateremu je Karel zaupal tudi gradnjo novega kamnitega mostu preko Vltave z znamenitimi stolpi.

### Zakonodaja in sodstvo
Karel je februarja 1348 v Pragi sklical predstavnike stanov vseh čeških kronskih dežel na posvetovanje, kako zbrati stare pravne zakone, jih poenotiti in izdati v enem pravnem zborniku. 2. aprila je, ne kot češki vladar ampak kot Romana regia auctoritate, potrdil vrsto listin in starih privilegijev, ki so jih izdali cesarji od Friderika I. (1158) do Alberta I. (1298) in so utemeljevali svobodno in suvereno češko kraljevino. Vpeljal pa je tudi novosti: poleg moškega nasledstva je za luksemburško dinastijo predvidel tudi dedovanje po ženski liniji. Pravico stanov, da volijo kralja, je priznal samo še ob izumrtju dinastije. Dober ducat šlezijskih vojvodstev, ki so se od 1290-tih let prostovoljno podredile češki kroni, je neposredno vključil v češko kraljevino. Ni pa mu uspelo odpraviti deželnih institucij, tako da sta Šlezija in Moravska ohranili svojo pokrajinsko samostojnost.
Karel je okrog sebe zbral krog predanih mu baronov, ki so prevzeli najvažnejše državne službe. Vzpodbujal je pripadnost češki kroni in ji dajal prednost pred cesarsko. Podpiral je neplemiške stanove in kraljevo oblast krepil z izkoriščanjem nasprotij med visokim in nizkim plemstvom. Ni pa mu uspelo vpeljati vazalnega odnosa po zahodnjaškem vzorcu in odstraniti starih nasprotij med kraljem in plemstvom. Moral je sprejeti četrtletna sestajanja plemiških deželnih sodišč, na katerih so sodili iz plemstva izvoljeni porotniki. Zemljiški gospodje so sodili svojim podložnikom. Vrhovnemu kraljevemu sodnemu nadzoru so se izmikala tudi mesta in duhovščina. Tako je imelo kraljevo dvorno sodišče sodno oblast le nad neposrednimi kraljevimi vazali.
Karel je dal pripraviti celovit sistem 127-tih zakonov, kasneje poznan pod imenom Maiestas Carolina, ki bi ob sodelovanju vseh stanov zagotavljal centralizirano, pravno in upravno urejeno vodenje države. Zakoni so bili naperjeni proti samovolji plemiških magnatov, poudarjali so skrb za vse državljane in neobhodnost sodelovanja plemstva pri modernem upravljanju. Toda plemstvo, ki je v vzhodnoevropskih deželah tradicionalno zavračalo vse napisane zakone, ki bi ga kakorkoli omejevali, je jeseni 1355 na državnem zboru stanov osnutek zakonov zavrnilo. Po tem razočaranju Karel in njegovi nasledniki do leta 1419 niso več sklicali skupnega zbora čeških kronskih dežel. Karel je odtlej svoje cilje uveljavljal vljudno s svojim osebnim vplivom, finančnimi spodbudami, pa tudi s podkupovanji, intrigami, z laskanjem in grožnjami.
Med svojim dolgim vladanjem je izdal množico pravnih predpisov in zakonov za vse veje gospodarstva in dejavnosti, predpisov potrebnih pri gradnji mest, davčnih spodbud itn. Osebno se je npr. posvetil načrtom praškega Novega mesta z njegovim pravokotnim sistemom ulic, vplival na predpise za oprostitev davkov za nove naseljence v prvih dvanajstih letih, izbiro dovoljenih obrti, velikosti zidanih stavb in delavnic, pa tudi ureditev mestnega reda.
Zapustil je ogromno evropsko korespondenco, 7.500 pisnih dokumentov, trikrat več listin kot njegov cesarski predhodnik Ludvik IV. v enako dolgem času vladanja. Ustvaril je kraljevo vladarsko in upravno centralo. Čeprav je moral obljubiti, da bo zaposloval le domačine, je vendarle pripeljal v Prago vrsto izjemnih strokovnjakov, veliko iz nürnberških trgovskih in bančnih krogov. Močno je napredoval tudi jezik, ki so ga uporabljali v listinah. Njegovi svetovalci so bili pretežno pravno izobraženi, le maloštevilni so izhajali iz visokega plemstva. Med njimi so bili najpomembnejši praški nadškof Arnošt z Pardubic, sin viteške rodbine v kraljevi službi, in po smrti tega (1364) njegov naslednik Jan Očko z Vlašimi; Jan IX. ze Středy (oz. Johann von Neumarkt) je bil dvajset let vodja kraljeve pisarne in je bil zaslužen za jasne formulacije v listinah.

### Finance
V času najemniških vojska in velikih gradenj so dohodki od kronskih posesti in pravic malo zalegli, kot tudi prihodki od carin, mitnin, taks, dohodki od soli in vina. Glavni vir dohodkov je bilo rudarstvo, predvsem pridobivanje srebra iz čeških rudnikov (Kutna Gora, Jihlava in Stříbro).  Vse pomembnejši so postali dohodki, ki so prihajali iz mest; Karel je kmalu spoznal, da se denar najhitreje koncentrira v trgovini in bančništvu. Pomembne so bile dajatve Judov, ki so jih državi plačevali za svojo zaščito. Plemstvo je kralju dovoljevalo razpis posebnih davkov le ob izrednih stiskah, vendar jih je Karel kljub temu z veliko iznajdljivostjo vedno znova zahteval. Z železno varčnostjo in z reorganizacijo upravljanja kraljevih prihodkov je v svojem dolgem vladanju uspel kroni povrniti v času kralja Ivana zastavljeno kraljevo imetje in, posebno s pomočjo upravnikov iz krogov meščanstva, toliko napolniti blagajne, da je mogel izpeljati gradbena dela v Pragi in drugod po deželi in celo dokupiti ozemlja, s katerimi je zaokrožil češke dežele.

### Udarci usode
Osebno so Karla v tem času doleteli težki udarci usode. Leta 1349 mu je od kuge umrla hči Margareta, ki se je malo pred tem poročila z Ludvikom I. Ogrskim. Istega leta je umrla tudi Karlova sestra Bona/Guta. Karlova druga žena Ana, ki je bila novembra 1349 v Pragi kronana za češko kraljico, je januarja 1350 rodila dolgo pričakovanega prestolonaslednika Vaclava, ki pa je umrl že decembra 1351; februarja 1353 je umrla tudi Ana.
V skrbi za nasledstvo dinastije se je Karel že v marcu dogovoril z nekdanjim zetom, Ludvikom I. Ogrskim, za poroko s štirinajstletno Ano Švidniško, nečakinjo Ludvika I. in pranečakinjo poljskega kralja Kazimirja III., ki so jo vzgajali na ogrskem dvoru in je bila namenjena umrlemu Vaclavu. Zaroka je bila že maja 1353. A Karel je moral čakati do leta 1358, da mu je Ana rodila prvega otroka, hčer Elizabeto; drugi (1361) je bil sin Vaclav.
Takšna ženitvena politika pa je Karlu in luksemburški dinastiji prinašala tudi nova ozemlja. Septembra 1352 je umrl nekdanji Karlov tast, pfalški grof Rudolf II. in Karel je lahko Zgornji palatinat (Oberpfalz) priključil Češki; malo kasneje je k temu dodal še vas Erlangen. Leta 1368 je umrl vojvoda Bolko II., gospodar vojvodine Świdnica-Jauer, ki je bil brez sinov in je bil Anin skrbnik. Tako je Češki pripadla tudi ta zadnja izmed sedemnajstih delnih vojvodin, na katere je v začetku 14. stoletja razpadla nekdanja vojvodina Šlezija.

## Delovanje v cesarstvu
Med tem ko se je mudil na Češkem, je Karel vodenje cesarstva prepuščal staremu stricu Balduinu, ki ga je imenoval za cesarskega vikarja. Ko je stric januarja 1349 umrl, je za cesarskega vikarja imenoval grofa Bömunda von Saarbrückna.
Cesarstvo je močno prizadela kuga, ki se je leta 1348 z veliko hitrostjo od zahoda razširila po vsem ozemlju in v treh letih pomorila najmanj četrtino, ponekod celo tretjino prebivalstva. Ljudje so imeli epidemijo za božjo kazen, ki so jo s svojimi grehi priklicali predvsem Judje. Tudi plemiči in mestni sveti so spodbujali k pogromom proti njim in plenili njihovo premoženje. Karel, ki je od Judov celo pobiral davek za njihovo zaščito, bil pa je pri njih tudi močno zadolžen, se je potuhnil in jim v cesarstvu ni nudil pravne in vojaške zaščite; s tem je postal tajni sokrivec ekscesov. Nasprotno je, očitno prepričan v nedolžnost Judov, na Češkem in v Šleziji nastopil proti histeriji pogromov, tako da se je v te dežele zateklo mnogo Judov iz cesarstva.

### Potovanje v Rim na kronanje za cesarja
Karel je že od leta 1350 pripravljal pot na kronanje za cesarja v Italijo, ki pa je bila zelo nemirna; za svoje interese so se med seboj bojevali rimska kurija, Milano, Firence in Benetke. Tudi novi papež, Inocenc VI. je kazal interes, da prenese svoj sedež iz Avignona nazaj v Rim, seveda pod pogojem, če bi Karel uspel prej pomiriti deželo.
Karel je želel najprej poskrbeti za mir severno od Alp. Poleti 1353 je objezdil Bavarsko, Frankovsko, Švabsko, Zgornje in Srednje Porenje pa tudi Lotaringijo. S svojo osebno prisotnostjo je miril spore, krepil obstoječe mirovne povezave in vzpostavljal nove. Nasprotoval je povezovanju mest, spodbujal pa je povezave med plemstvom in mesti.  Kot prvi cesar po Staufovcih je obiskal Metz na skrajnem zahodu cesarstva. Ponovno je oživil deželni mir (ki ga je leta 1343 uveljavil njegov oče) in opozoril meščane, da si lahko vladajo tudi sami, brez pariškega dvora ali parlamenta.
Karel se je 19. marca 1354, izključno v svojem interesu (proti interesu cesarstva), povezal s protiviscontijevsko ligo, ki naj bi mu omogočila prehod Alp in pot do Rima. Potem ko je zgodaj poleti 1354 podprl avstrijskega vojvodo Alberta II. v sporu s Švicarji in se 1. avgusta pobotal z Ludvikom Starejšim, ki je dovolil njegovi vojski prehod preko Bavarske, je konec septembra v spremstvom 300 mož odrinil iz Nürnberga proti Italiji. Junija je Karlovo odposlanstvo z nadškofom Giovannijem Viscontijem in njegovimi tremi nečaki sklenilo pogodbo (nasprotno tisti z ligo), ki naj bi bodočemu cesarju omogočila začeti mirovno misijo. 4. januarja je Karel preko Udin in Mantove prispel v Milano in bil naslednji dan, kot njegov ded Henrik VII., kronan z železno krono Langobardov v cerkvi sv. Ambrozija. Za plačilo 150.000 florintov je Viscontije priznal za cesarske vikarje na območju, ki je bilo pod njihovo oblastjo. Ti so prispevali tudi 50.000 florintov za Karlovo pot v Rim in mu v spremstvo dodali 200 vitezov. Z diplomatsko spretnostjo je istočasno dosegel premirje v severni Italiji.
18. jan je prispel v Piso in takoj ustavil strankarske boje v mestu. Potrdil je stare in podelil nove pravice in se dogovoril za plačilo obljubljene denarne podpore. Priključila sta se mu žena Ana, ki jo je pripeljalo češko spremstvo, in kardinal Petrus von Ostia, ki naj bi izpeljal kronanje. Karla je tedaj spremljala že za boj sposobna skupina vojakov.
Odposlanci Firenc so s poskusom podkupovanja Karlovih ljudi skušali doseči, da bi Karel priznal mestne statute, ne da bi vstopil v mesto. Ko je Karel že pripravljal napad, so se s posredovanjem kardinalskega legata Petrusa vendarle sporazumeli, da bo Karel priznal njihove zakone, mesto pa bo plačalo 100.000 florintov zaostalega cesarskega davka in potem še sproti vsako leto 4.000 ter da bo najelo 200 vitezov za Karlovo spremstvo. Ob prihodu v Sieno je v mestu ravno prišlo do prevrata. Papež je uredil navidezno pobotanja med Luksemburžani in neapeljsko vladarsko hišo; kraljici Ivani so bili potrjeni cesarski fevdi-grofije Provansa, Forcalquier in Piemont.
1. aprila 1355 je Karlov sprevod prispel pred Rim. Ker je Karel prejšnjemu papežu Klemenu VI. obljubil, da bo v mesto vstopil le na dan kronanja, je sprva obiskal Rim oblečen v romarja. Uradno je v večno mesto vstopil na velikonočno nedeljo, 5. aprila 1355, v spremstvu soproge Ane in 1.500 vitezov. V mestu je vladal mir in kronanje je bilo mogoče izpeljati po starodavnem običaju. Že zvečer je sprevod zapustil mesto. Upanje Inocenca VI., da bo Karel kot zapriseženi zaščitnik cerkve takoj z vojsko nastopil proti njegovim sovražnikom v Rimu, se ni izpolnilo.
19. aprila je Karel ponovno prispel v Sieno. Viscontiji niso bili zadovoljni, ker je cesar podeljeval imenovanja tudi njihovim sovražnikom. Odločno je odklanjal pogoste zahteve, da bi ukinil razsodbe svojega deda in tako spravil pod vprašaj pravičnost Henrikovega razsojanja v Italiji. V Pisi je prišel vladarski par v smrtno nevarnost, ko je zagorela hiša, v kateri je bival. S postankoma v Cremoni in Bellunu se je Karel hitro vrnil domov in prispel v Regensburg 3. julija 1355.
Francesco Petrarca, ki je veliko pričakoval od Karlovega prihoda, je njegov hitri odhod grajal, firenški kronist Matteo Villani pa je prvi napisal, da je Karel po finančnem pritisku na italijanske komune z znatnim bogastvom zapustil izropano deželo. Dejansko je večino denarja porabil na poti.

### Zlata bula. Karel na višku cesarske oblasti
Cesar je za 1. november 1355 v Nürnbergu sklical dvorni zbor, na katerem so obravnavali predvsem dve temi: velikokrat sporno pravico sodelovanja pri volitvah nemškega kralja in način volitev. Rezultat dolgotrajnih pogajanj je bila 10. januarja 1356 na slavnostnem zboru v Nürnbergu objavljena listina, ki je po zlatem pečatu kmalu dobila ime Zlata bula in ki je postala (edina) ustava prvega nemškega rajha. V 23-tih poglavjih je natančno določeno, kdo ima pravico voliti novega rimsko-nemškega kralja, opisan je postopek volitev in privilegiji volilnih knezov. 11. decembra 1356 je bilo v Metzu dodanih še 8 poglavij. Zlata bula je papežu, ki v njej sploh ni omenjen, onemogočila vmešavanje v volitve kralja. Dejanski zmagovalci pogajanj so bili volilni knezi, ki so s pridobljenimi pravicami znotraj svojih kneževin dobili tako rekoč neomejeno oblast. Med sedmimi volilnimi knezi, ki so dobili pravico voliti kralja, ni bilo Habsburžanov in bavarskih Wittelsbachov, glavnih tekmecev Luksemburžanov.
Pogajanja o Zlati buli so spremljali številni dogodki.
Leta 1356 je prišlo na meji med Moravsko in Spodnjo Avstrijo do konflikta s Habsburžani, ki ga je razrešila razsodba ogrskega kralja šele naslednje leto. Ob tej priložnosti sta se Karel in Ludvik I. na srečanju v Győru pogovarjala tudi o Ludvikovi nameri, da ponovno zavzame Dalmacijo; Karel je namero podprl. Toda prvi ogrski napad na Treviso, avgusta 1356, ni bil uspešen in šele februarja 1358 je Ogrski z mirom v Zadru uspelo doseči, da so se Benečani odpovedali Dalmaciji.
Konec maja 1356 so na Dunaju potekali pogovori z vojvodo Albertom II., namenjeni reševanju obmejnega spora in pomiritvi Habsburžanov, ker niso bili sprejeti v krog volilnih knezov. Karlov zet, avstrijski vojvoda Rudolf IV. je poskušal ta primanjkljaj nadomestiti tako, da je s ponarejenimi listinami dokazoval višji rang avstrijskega vojvodstva (nadel si je naziv nadvojvoda).
Po porazu Francozov v bitki proti Angležem pri Poitieresu (19. septembra 1356), v kateri so Angleži zajeli francoskega kralja Ivana II., je Karel novembra 1356 sklical dvorni zbor v Metzu. Da bi zmanjšal francoski vpliv na tem mejnem območju cesarstva, se mu je zdelo potrebno ponovno obnoviti deželni mir za Lotaringijo iz leta 1354, h kateremu je pristopil tudi nadškof Trierja. 22. decembra je prišel v Metz z velikim spremstvom tudi francoski dofen Karel (V.). Cesar ga je pripravil do tega, da mu je priznal vazalstvo, v zameno pa mu je obljubil, da se bo pri angleškem kralju Edvardu III. zavzel za izpustitev njegovega očeta in za sklenitev premirja. Cesar je na srečanjih v Metzu, ki so se končala z božičnim praznovanjem, kuriji nazorno pokazal, da ne namerava upoštevati njenih zahtev po aprobaciji rimskega kralja in cesarskih vikarjev v Italiji. Kurija se je temu prilagodila in začela s cesarjem sodelovati. Na njegovo pobudo je imenovala 17 škofov. Karel, ki je imel brezpogojno podporo volilnih knezov, je bil tedaj nedvomno na višku svoje oblasti. Po 7. januarju je odpotoval v Aachen, kjer se je v popolni cesarski slavnostni opravi v katedrali usedel na prestol Karla Velikega.
A bavarski Wittelsbachi in Habsburžani niso mogli pozabiti, da niso bili uvrščeni med volilne kneze. Ludvik Starejši je poleti 1357 ponovno začel z bojevanjem, ki se je prenehalo šele po posredovanju avstrijskega vojvode Alberta II. Rudolf IV. je dal pobudo za širše zastavljeno zaroto proti tastu-cesarju in za nove cesarske volitve. Leta 1359 je prišlo tudi do napetosti med papežem in cesarjem. Vsa ta nasprotovanja Karlovega položaja niso ogrožala. Na izzivanja se je odzival s potrpežljivostjo in brez maščevanja.

## Krepitev luksemburške dinastije
Tudi pri tkanju družinskih vezi in širjenju ozemlja luksemburške dinastije je Karel pokazal veliko pogajalske spretnosti in presenetljivih manevrov.
26. februarja 1361 se mu je rodil prestolonaslednik Vaclav. 11. julija 1362 je ob naslednjem porodu umrla njegova mati Ana Svidniška. Že leta 1363 je dal Karel dveletnega sina kronati za češkega kralja Vaclava VI. Junija 1370 ga je zaročil z Ivano, hčerko bavarskega vojvode Alberta I., tudi holandskega in hainautskega grofa (petega sina Ludvika IV. Wittelsbaškega).
Leta 1361 so se, domnevno zaradi Karlovega neprimernega izražanja o Elizabeti Poljski (materi ogrskega kralja Ludvika I. in sestri poljskega kralja Kazimirja III.) in drugih nestrinjanj, pojavile napetosti med sorodnimi družinami. Ludvik I. in Kazimir III., katerima sta se pridružila tudi Karlov zet Rudolf IV. in Majnahrd III. Tirolski, sta decembra Karlu napovedala vojno. Še preden pa so se boji začeli, je prišlo do poravnave med Karlom in Ludvikom. A nesoglasja so ostala in januarja 1363 sta se proticesarski koaliciji pridružila tudi danski kralj Valdemar IV. Atterdag in pomorjanski vojvoda Boguslav. Karel je tedaj zaprosil za roko šestnajstletne Elizabete Pomorjanske, vnukinje Kazimirja III. Nagla poroka 21. maja v Krakovu je razorožila nasprotnike, Karlovim potomcem pa odprla možno pot do poljskega prestola.
Po smrti zadnjega moškega tirolskega Wittelsbacha, Majnharda III. (sina Ludvika Starejšega in Margarete Tirolske, 1363), je Tirolsko zavzel avstrijski vojvoda Rudolf IV., ki je izstopil iz proticesarske koalicije. Nesoglasje med brati Wittelsbachi (sinovi Ludvika IV.) glede volilnega glasu, ki je pripadal grofiji Brandenburg (ki jo je Ludvik V. Starejši še za življenja prepustil polbratoma Ludviku VI. Rimljanu in Otonu V.) je Karel izkoristil tako, da je marca 1363 z lojalnimi mu volilnimi knezi v Nürnbergu sklenil dogovor, da imajo pravico do nasledstva grofije samo sinovi teh bratov na pa tudi drugi Wittelsbachi, in s tem olajšal Luksemburžanom pot do grofije in brandenburškega volilnega glasu. Dogovor o poroki Karlove petletne hčerke Elizabete z 22 letnim Otonom V. naj bi to nasledstvo naredil bolj verjetno.
Karel je svojega zeta Rudolfa IV. pridobil tako, da mu je dal v fevd Tirolsko in sklenil leta 1364 v Brnu med Luksemburžani in Habsburžani dedno pogodbo (leta 1437, po smrti Karlovega sina Sigismunda, je dejansko stopila v veljavo). Rudolf IV. je leta 1356 šestindvajsetleten umrl brez otrok, njegova vdova, Karlova hčerka Katarina, pa se je namesto svoje polsestre Elizabete formalno poročila z Otonom V. Elizabeto so poročili z naslednikom v vojvodini Avstriji, Albertom III., ki je vodil svojo politiko povsem po Karlovih željah. Karel se je potem spet bolj posvetil zadevam cesarstva.

## Karlova druga pot v Rim
Karel se je 4. junija 1365, kot prvi cesar po Frideriku Barbarossi, pustil v Arlesu kronati za kralja Burgundije in dosegel, da je Svobodna grofija Burgundija (ki je bila v sklopu cesarstva) po dolgotrajnih sporih pripadla Margareti Flandrijski.
Papež Urban V. je bolj kot njegovi predhodniki izražal željo po vrnitvi v Rim. Kljub neugodnim okoliščinam zaradi izbruha tretjega vala kuge (1367) je Karel (na veliko jezo pfalškega grofa Ruperta I.) imenoval za cesarskega vikarja svojega brata Vaclava in se aprila 1368 s cesarsko vojsko napotil v Italijo. Okoliščine niso dovoljevale kaj dosti bojevanja, zato je že avgusta sklenil v Modeni mir z Viscontiji in njihovimi zavezniki. Barnabo Viscontija je priznal za cesarskega vikarja v Lombardiji, ta pa je Karlu za čas njegovega zadrževanja v Italiji dodelil 1000 vojakov. Teže je bilo s Firencami, ki jih je Karel skušal ukloniti z vojaškimi akcijami. Februarja 1369 pa je le prišlo do pogodbe, po kateri je Karel dobil 50.000 florintov, v zameno pa je Firencam obljubil, da ne bo ustregel rimski kuriji, ki je želela dobiti oblast nad Toskano.
21. oktobra 1368 je Karel slavnostno pripeljal papeža v Rim (po starem običaju je na povodcu vodil osla, na katerem je jahal papež). Na višku slavja je Urban V. okronal Karlovo soprogo Elizabeto za cesarico. Na povratku se je Karel skoraj pol leta zadrževal v Lucci, ki jo je osvobodil odvisnosti od Pise in jo podredil neposredno cesarstvu. Upore, ki so se pojavljali zaradi njegovih odločitev, je dušil z vojsko. V Firencah je moral zaradi denarne stiske zastaviti cesarsko krono. Avgusta 1369 se je hitro vrnil v Nemčijo.
Petrarca, ki je od Karlovega prihoda veliko pričakoval, in papež sta bila razočarana. (Papež se je tudi sam leta 1370 vrnil v Avignon, od koder bi laže posredoval v ponovno vzplamtelih sovražnostih med Anglijo in Francijo, če ne bi že decembra umrl.) Karel je z osebnim vplivom v Italiji kratkotrajno sicer zaustavil nekatere boje, dolgoročno pa Italiji ni mogel zagotoviti miru. Leta 1372 je za vikarja v Italiji imenoval savojskega grofa Amadeja VI. in se s problemi Italije osebno ni več ukvarjal.

## Osvojitev mejne grofije Brandenburg za luksemburško dinastijo
Med tem se je v Nemčiji proti cesarju organizirala močna koalicija vladarjev, ki so bili nezadovoljni s kopičenjem ozemelj v prid luksemburške dinastije. Pfalški grof Rupert I. je v koalicijo pritegnil bavarske sorodnike, renske volilne kneze (mainškega, trierskega in kölnskega) ter ogrskega in poljskega kralja.
Karel se je aktivno odzval. Obrnil se je na papeža, ki je poslal odposlanca, ki je oba kralja nekoliko pomiril. Leta 1370 je Karel v Spodnji Lužici (ki jo je leta 1367 kupil od Wittelsbachov) pustil pri Fürstenbergu (danes del Eisenhüttenstadta) zgraditi preko Odre močno utrjen most kot izhodišče za vojaško posredovanje v Brandenburgu in v Gubenu prisilil Otona V., da je potrdil leta 1363 z volilnimi knezi v korist Luksemburžanov dosežen dogovor o dedovanju. Toda Oton se je upiral. Karel je Otona celo napadel z vojsko (junij 1371), a je napad hitro zaustavil in sklenil premirje (do binkošti 1373), kateremu so sledila pogajanja med Karlom in Ludvikom I. (Kazimir III. je med tem umrl), ki so bila zapečatena z dogovorom o poroki med cesarjevim petletnim sinom Sigismundom in pravkar rojeno Ludvikovo drugo hčerko Marijo.
A ker so pfalški grof in bavarski vojvode odklanjali vse Karlove ponudbe, da bi po pravni poti rešili razhajanje glede grofije Brandenburg, je Karel po izteku premirja, junija 1373, ponovno napadel. Po izgubi nekaj mest sta morala Oton V. in njegov nečak Friderik, ki sta ostala brez pomoči ogrskega kralja, pristati na takojšnjo izročitev grofije. Cesar je bil pripravljen zanjo plačati izredno veliko ceno: Otonu, ki je lahko ohranil naslov volilnega kneza do konca življenja, in ostalim Wittelsbachom je izplačal številne premije v skupnem znesku 500.000 florintov. Karel je kot cesar podelil mejno grofijo v cesarski fevd svojim sinovom Vaclavu, Sigismundu in Ivanu skupaj. Luksemburžani so tako razpolagali z dvema volilnima glasovoma.
Mejna grofija Brandenburg, ki je imela 200.000 prebivalcev, je bila zaradi preteklih medsebojnih bojev plemičev opustošena in revna. Karel je zagotovil mir in varnost in začel odločno vpeljevati moderno kmetijstvo, z zemljiško knjigo po češkem vzoru. Papež je grofijo vključil v češko cerkveno pokrajino. V trgovskem pogledu je ozemlje grofije povezovalo Prago s trgovsko močnim Lübeckom, kateremu je cesar podelil nove privilegije. Karel je dal v letu 1374 v kraju Tangermünde zgraditi novo kraljevo rezidenco, v kateri se je zadrževal več kot v Pragi.
Karel je velik del kupnine za Brandenburg naprtil mestom, zaradi česar so se prej prijazni odnosi med cesarjem in mesti skalili. Nekaj mest je celo hotel zastaviti Bavarcem. Mesta so se v uporu proti Karlovim obremenitvam in namenom združila pod vodstvom Ulma v švabsko zvezo mest. Poklonitev Karlovemu sinu Vaclavu, ki ga je oče hotel še za časa svojega življenja kronati za rimsko-nemškega kralja, so mesta vezala na izpolnitev svojih zahtev. Karel jih je skušal s silo pokoriti, a je bila cesarska vojska v spopadu (14. maja 1377) pri Reutlingenu poražena. Karel je moral popustiti zahtevam mest in tolerirati njihovo združenje, ki je potem naraslo na 89 članov.

## Kronanje sina Vaclava za rimsko-nemškega kralja
Od leta 1374 je vsa Karlova politična prizadevanja vodila želja, da sina Vaclava krona za rimsko-nemškega kralja še za časa svojega življenja. Tak primer v Zlati buli ni bil predviden in Karel se je zavedal, da lahko edino soglasnost vseh odločujočih prepreči kasnejši razkol. Porabil je vse ostanke finančnih virov v cesarstvu, da je k soglasju prepričal-podkupil vse vplivne posvetne in cerkvene kneze; s tem pa je kasnejšim cesarjem odvzel temelje gospodarske moči. Vaclav je bil 10. junija 1376 soglasno izvoljen za rimsko-nemškega kralja, slavnostno kronanje pa je bilo v Aachnu 6. julija 1376.
Karel, ki je slutil, da se bodo njegovi značajsko zelo različni sinovi med seboj težko usklajevali, je v oporoki 21. decembra 1376 mednje razdelil svojo dediščino: Vaclav je dobil kraljevino Češko z vrhovno oblastjo nad mejno grofijo Moravsko, šlezijskimi vojvodinami in deli Zgornje Lužice, dalje češke fevde v Zgornjem palatinatu, v Frankovski, Švabski, Turingiji in Meissnu; Sigismund je dobil skoraj vso mejno grofijo Brandenburg in bil, v primeru da Vaclav umre brez sina, določen za njegovega naslednika; za Ivana je oče ustanovil novo vojvodino Görlitz (Spodnja in del Zgornje Lužice), ki je bila češki fevd. Sinovi so morali pisno obljubiti, da bodo med seboj sodelovali.
Karlovo upanje, da bo sinu Sigismundu zaroka z ogrsko princeso Marijo (drugo hčerko Ludvika I.) prinesla poljsko in ogrsko krono, se je zelo omajalo, ko je njen oče zahteval od poljskih veljakov, da so se poklonili njegovi najstarejši hčerki Katarini, ki jo je obljubil za ženo drugemu sinu francoskega kralja Karla V., Ludviku Orleanskemu, ki je bil predviden tudi za dediča v Neapeljskem kraljestvu. Karel je na svojem obisku v Parizu (pozimi 1377/78) predal francoskemu dofenu, bodočemu Karlu VI., v doživljenjsko v upravljanje Arleško kraljestvo (z izjemo Savoje in Dauphiné), kar je dolgoročno pomenilo večanje francoskega vpliva v tej mejni pokrajini cesarstva; v zameno mu je dofen dal nejasno obljubo, da ne bo škodoval Sigismundovi pravici do poljskega prestola.
Že bolni Karel se ni pravočasno odzval na spor, ki je po smrti papeža Gregorja XI. pripeljal do izvolitve dveh papežev, Urbana VI. in Klemena VII. in povzročil štiridesetletni razkol v zahodni cerkvi in tudi evropski politiki, saj so Klemena VII. priznale Francija, Navarra, Aragonija, Neapelj, Kastilija in Škotska, Urbana VI. pa Nemčija, Flandrija, Ogrska, Poljska, Portugalska, Skandinavija, Anglija in večina Italije.
Karel je večino svojih potovanj opravil jahajoč na konju. Padec s konja je bil za dvainšestdesetletnega bolnega cesarja tudi usoden in je povzročil njegovo smrt.

## Karlova osebnost
Večina zgodovinarjev ima Karla IV. za najpomembnejšega vladarja poznega srednjega veka, za vzornega vladarja, ki je izpolnjeval svoje dolžnosti odgovorno, modro, pravično in miroljubno, nikakor pa ne nesebično.  Bil je intelektualec, ki je dajal prednost diplomatskim rešitvam in je bolj zaupal moči argumentov kot argumentom moči.  Vojsko je uporabljal predvsem za grožnjo in je boje hitro zaustavil in nadaljeval s pogajanji; tako v njegovem času v srednji Evropi ni bilo nobene "prave" vojne. Pri srečanjih z voditelji držav se je pokazal kot pameten, potrpežljiv, pripravljen na kompromise, ob pravem trenutku pa je znal hitro in odločno ukrepati.  Imel je posebno sposobnost vplivanja na svojo okolico. Izžareval je svojo vladarsko veličino in vrline, ki se od vladarja pričakujejo, pravičnost, predanost, blagost; podložniki so to razpoznavali in mu vračali s poslušnostjo.
Bil je globoko veren in prepričan, da je vladar po božji volji; temu ustrezno je uravnaval vse svoje življenje. Bil je strasten zbiralec relikvij. Svetost češke kraljeve krone je povezal s kultom deželnega zaščitnika sv. Vaclava. Corona regni Bohemiae je bila zanj najbolj cenjeni simbol monarhije, ki naj bi spodbudil vse podložnike k delovanju za interese vseh čeških kronskih dežel.
Zgodovinar Ferdinand Seibt je napisal, da je bil Karl "mojster politike, ki je znal vrteti kolo zgodovine v svoj prid."

## Družina
Karel je bil štirikrat poročen.
Prva žena je bila Blanche/Blanka (1316-48), hči Karla, grofa Valoijskega, in polsestra francoskega kralja Filipa VI. Imela sta tri otroke:
- sin (1334), kmalu umrl
- Margareta (1335-1349) ∞ ogrski kralj Ludvik I.
- Katarina (1342-95) ∞ 1) avstrijski nadvojvoda Rudolf IV.; 2) Oton V. Bavarski, brandenburški volilni knez

Druga žena je bila Ana (1329–53), hčerka Rudolfa II., pfalškega grofa (volilni knez v letih 1329-53). Imela sta enega sina:
- Vaclav (1350–51)

Tretja žena je bila Ana (1339–62), hčerka Henrika II., vojvode Świdnice in Katarine, hčerke ogrskega kralja Karla I.. Imela sta tri otroke:
- Elizabeta (1358-1373) ∞ avstrijski vojvoda Albert III.
- Vaclav (1361–1419), češki in rimsko-nemški kralj ∞ 1) Ivana, hčerka bavarskega vojvode Alberta I. (5. sina cesarja Ludvika IV.); 2) Zofija, hčerka münchensko-bavarskega vojvode Ivana II.

Četrta žena je bila Elizabeta (1345/1347-1393), hčerka pomorjanskega vojvode Botislava V., in Elizabete, hčerke poljskega kralja Kazimirja III. Imela sta šest otrok:
- Ana (1366–94) ∞ angleški kralj Rihard II.
- Sigismund (1368-1437), ogrski, rimsko-nemški in češki kralj, cesar Svetega rimskega cesarstva ∞ 1) Marija, ogrska kraljica, hčerka Ludvika I.; 2) Barbara Celjska
- Ivan (1370–96), vojvoda Görlitza, mejni grof Moravske ∞ Richardis Catherine von Mecklenburg
- Karel (1372-1373)
- Margareta (1373–1410) ∞ nürnberški mestni grof Ivan
- Henrik (1377–78).